# Maomé ibne Alfadle Aljarjarai
Maomé ibne Alfadle Aljarjarai (em árabe: محمد بن الفضل الجرجرائي; romaniz.: Muḥammad ibn al-Faḍl al-Jarjarāʾī) foi um alto oficial abássida. Como mostra seu nisba, veio da localidade de Jarjaraia, ao sul de Baguedade. Nasceu em ca. 785 e começou sua carreira como secretário do ex-vizir Alfadle ibne Maruane. Quando o califa Mutavaquil (r. 847–861) demitiu o vizir de longa data Maomé ibne Zaiate logo após sua ascensão, nomeou Maomé em seu lugar, mas logo o despediu também devido à negligência de seus deveres. Almostaim (r. 862–866) chamou-o de volta ao posto em setembro / outubro de 863, e continuou a ocupá-lo até sua morte em 864/5.